# José Contero Ramírez
José Contero y Ramírez (Osuna, 15 de enero de 1791-Sevilla, c. 1858) fue un jurista y catedrático español, pionero en la introducción del hegelianismo en España.

## Biografía
Natural de la localidad sevillana de Osuna, nació el 15 de enero de 1791 en una familia modesta de artesanos. En la iglesia de su localidad natal entró de monaguillo cuando aún contaba pocos años, pero su afición por las letras le hizo abandonar aquella dedicación y se dedicó al estudio de las humanidades en el convento de Santo Domingo, donde le educó el padre Arriaza. Más adelante se despertó en Contero el interés por la carrera de Leyes y abandonó el convento para trasladarse a Sevilla con sus padres, venciendo graves dificultades económicas. En la capital sevillana entró en contacto con Reinoso y Alberto Lista, perteneciendo a la academia que fundaron ambos. Mientras cursaba sus estudios de Derecho se dedicó a dar lecciones particulares, y, con el producto obtenido, atendió al mantenimiento de sus padres y a los gastos de su carrera.
Fue nombrado director o regente del Colegio de San Alberto, y más tarde, ganó en reñidas oposiciones la cátedra de Metafísica de la Universidad de Sevilla.  Rafael María de Labra le dedicó un folleto. Marcelino Menéndez Pelayo, en Los heterodoxos españoles, habla de Contero en los siguientes términos, al referirse a la escuela hegeliana: «Fué el Sócrates de esta nueva doctrina un catedrático de Metafísica, llamado Contero Ramírez, de quien ni una sola línea se conserva escrita, como no sean las de un programa que su discípulo N. del Cerro publicó en la Revista de Instrucción Pública.. Pero si no sus escritos, a lo menos su palabra bastó a formar una especie de cenáculo hegeliano que, dilatando su existencia más allá de los términos de la vida de Contero, y no absorbido ni anulado por el posterior dominio del kraüsismo en la cátedra de Metafísica de Sevilla, todavía conserva sus tradiciones y manda a Madrid aventajados expositores de tal y cual rama de la filosofía de Hegel». Contero falleció en Sevilla por los años 1856 o 1858.